# Министерство инфраструктуры и транспорта Италии
Министерство инфраструктуры и транспорта Италии — государственный орган Италии, ответственный за всю транспортную инфраструктуру (дороги, автомагистрали, железные дороги, порты, аэропорты), а также общее планирование транспорта и логистику, особенно для городских транспортных схем.

## История
Предшественниками министерства были Министерство общественных работ (1861—1944), созданное при правительстве Камилло Кавура, Министерство транспортаиМинистерство почт и телекоммуникаций. 
Министерство транспорта было создано 12 декабря 1944 года, когда третье правительство Бономи разделило Министерство связи на Министерство транспорта и Министерство почт и телекоммуникаций.
С 11 июня 2001 года второе правительство Берлускони стало первым итальянским правительством в истории, не включавшим в себя министра общественных работ, так как Министерство общественных работ, Министерство транспорта и Министерство почт и телекоммуникаций были объединены вместе в единое Министерство инфраструктуры и транспорта, созданное благодаря реформам Бассанини в 1999 году (вступили в силу в 2001 году).
Постановлением Совета министров Италии от 26 февраля 2021 года Министерство инфраструктуры и транспорта реорганизовано в Министерство устойчивой инфраструктуры и мобильности.

## Деятельность
20 ноября 2024 года Парламент Италии одобрил поправки в Дорожный кодекс Италии, подготовленные министерством, ужесточающие ответственность в сфере ПДД. Маттео Сальвини заявил, что поправки призваны уменьшить смертность на дорогах.

### Мост через Мессинский пролив
16 апреля 2024 года в министерстве состоялась предварительная конференция о строительстве моста через Мессинский пролив, положившая начало осуществлению административных процедур для старта строительства. На апрель 2024 года стоимость строительства оценивалась в 14,6 млрд евро. Предполагаемый срок строительства — 7 лет.
6 августа 2025 года проект строительства моста был одобрен Межведомственным комитетом по экономическому планированию и устойчивому развитию Италии. Сумма проекта составила 13,5 млрд евро. Окончание строительства планируется к 2032 году.

## Министры
- Паола Де Микели (5 сентября 2019 — 13 февраля 2021)
- Энрико Джованнини (13 февраля 2021 — 22 октября 2022)
- Маттео Сальвини (22 октября 2022 — в должности)[8].